# Luciano Bianciardi
Luciano Bianciardi (n. 14 decembrie 1922, Grosseto, Toscana, Italia – d. 14 noiembrie 1971, Milano, Italia) a fost un scriitor, traducător și bibliotecar italian.

## Scrieri

### Romane
- Il lavoro culturale (1957)
- L'integrazione (1960)
- La vita agra (1962)
- La battaglia soda (1964)
- Aprire il fuoco (1969)

### Non-ficțiune
- I minatori della Maremma (1956)
- Da Quarto a Torino (1960)
- Daghela avanti un passo! (1969)
- Viaggio in Barberia (1969)
- Garibaldi (1972)